# 伊迪·迈克莱尔
伊迪·迈克莱尔（英語：Edie McClurg，1951年7月23日—）是美国的栋笃笑喜剧演员、影视女演员、歌手、配音员。她曾出演近90部电影、55部电视剧，通常扮演一位带有中西部口音的角色。